# Фрідріх Мерц
Фрідріх Мерц (нім. Friedrich Merz; нар. 11 листопада 1955, Брілон, Гохзауерланд, Арнсберг, Північний Рейн-Вестфалія, ФРН) — німецький політик, голова партії Християнсько-демократичний союз (з 2022). Федеральний канцлер Німеччини (з 6 травня 2025 року) від партії ХДС/ХСС.

## Біографія
Народився у ФРН. З 1972 став членом партії Християнсько-демократичного союзу (ХДС). У 1975—1976 роках служив у Бундесвері на самохідній артилерійській установці. У 1976—1982 навчався в Боннському університеті (магістр права). У 1989—1994 — депутат Європейського парламенту від Німеччини. Депутат Бундестагу від району Гохзауерланд (з 2021 року). Прихильник економічного лібералізму, євроатлантизму, ліберальної демократії та безпеки Європи.
У 1975 році закінчив школу, потім до 1976 року проходив строкову військову службу. У 1976 році почав вивчати право в Боннському університеті, з 1982 по 1985 рік стажувався в суді Саарбрюккена, з 1985 по 1986 рік працював там суддею. У 1986 році займався адвокатською практикою в хімічних компаніях Бонна і Франкфурта, в 1990 році прийшов в юридичну фірму Leinen & Derichs при вищому земельному суді в Кельні.
З 1989 по 1994 рік — депутат Європейського парламенту.
У 1994 році обраний в Бундестаг і швидко здобув популярність завдяки законодавчим ініціативам у фінансово-економічній області. У 1998 році став заступником лідера фракції ХДС/ХСС Вольфганга Шойбле.
29 лютого 2000 року безальтернативним голосуванням обрано лідером фракції після вимушеної відставки Шойбле на тлі фінансового скандалу.
22 вересня 2002 року, після поразки ХДС на парламентських виборах, Мерц залишив посаду лідера фракції.
У лютому 2007 року Мерц оголосив, що не виставить свою кандидатуру на наступних парламентських виборах.
На посаді голови фракції Мерца змінила Ангела Меркель. У 2004 році вона виступала також за усунення його з посади заступника голови фракції, а пізніше блокувала запропоновану Мерцом податкову реформу. Той, у свою чергу, критикував ініційовану Ангелою Меркель реформу охорони здоров'я, а також всупереч їй виступав за загальноєвропейську бюджетну політику і загальний ринок праці. Протиріччя Меркель і Мерца мали яскраво виражений ідеологічний характер — вона прагнула посунути партію в більш ліву частину політичного спектра, Мерц домагався збереження попередньої консервативної спрямованості.
15 лютого 2022 року він був переобраний головою парламентської фракції ХДС/ХСС у німецькому Бундестазі та лідером опозиції, замінивши Ральфа Брінкгауза, який вирішив не балотуватися знову на користь Мерца.
3 травня 2022 року відвідав Київ і зруйновані під час російського вторгнення населені пункти Київщини, зокрема, Ірпінь.
У липні 2023 року Мерц замінив Маріо Чаю на посаді генерального секретаря на Карстена Ліннемана, що було інтерпретовано в ЗМІ як частина його зміни курсу на більш консервативний ХДС.  На партійній конференції ХДС 6 травня 2024 року Мерц був переобраний на посаду голови партії ХДС близько 90 відсотків із 1001 делегата. Після того, як Гендрік Вюст (ХДС) та Маркус Зедер (ХСС) оголосили про своє рішення не балотуватися на посаду канцлера та про підтримку Мерца, як головного кандидата від Союзу на федеральних виборах 2025 року, Мерц був офіційно призначений кандидатом на посаду канцлера від Союзу у вересні 2024 року рішенням комітетів ХДС/ХСС.  На федеральних виборах 2025 року Мерц виграв прямий мандат в окрузі Хохзауерланд, отримавши 47,7 % голосів. 
6 травня 2025 року під час голосування в Бундестазі за свою кандидатуру на посаду федерального канцлера набрав 310 голосів за необхідного мінімуму в 316. Були можливі ще два тури голосування протягом 14 днів, і якби за їхніми підсумками обрання не відбулося, то, згідно з Конституцією далі, Мерцу було достатньо отримати просту більшість . Причиною провалу стали 18 депутатів, які представляли коаліцію, але не підтримали свого кандидата - через механізм таємного голосування їхні імена невідомі. Така ситуація під час виборів канцлера склалася вперше в історії ФРН. Через кілька годин з другої спроби Мерц все ж був обраний канцлером: за його кандидатуру віддали свої голоси 325 депутатів Бундестагу . У другому турі коаліція отримала підтримку від «Лівих», що означало припинення політики відмови ХДС від співпраці з цією партією .

## Політична позиція
Критикував будівництво «Північного потоку-2»: «Чим більше конфлікт загострюється, тим більше питання набуває уваги: чи дійсно правильно, що ми будуємо цей трубопровід? Путіну потрібно знати, що ми будемо принаймні думати над цією темою, якщо він продовжить це робити».
Після отруєння Олексія Навального Мерц закликав зупинити «Північний потік 2».
Під час російського вторгнення в Україну з 2022 року Мерц неодноразово критикував канцлера Шольца та звинувачував його в обмані щодо військової підтримки України. У той час Мерц, як лідер опозиції, вимагав від федерального уряду поставити Україні крилаті ракети «Таурус», хоча сам він заявив, що не обов'язково постачав би крилаті ракети «Таурус» якби був канцлером. Як канцлер, він надасть їх, якщо Росія або Володимир Путін не підкоряться заклику Німеччини та інших європейських держав припинити атаки на цивільну інфраструктуру в Україні та за умови, що Франція та Велика Британія зі свого боку теж скасують обмеження на дію зброї, яку вони постачають Україні, заявив він. Мерц заявив, що як канцлер він намагатиметься досягти «спільного європейського рішення» щодо питання скасування обмеження діапазону та Питання Таурусу. Він також заявив про свою готовність вести переговори з керівництвом Росії заздалегідь.
У вересні 2024, як кандидат у канцлери Німеччини від Християнсько-демократичної та Християнсько-соціальної спілок (ХДС/ХСС), Фрідріх Мерц заявив, що у Заходу немає мети перемогти Росію в конфлікті з Україною, але остання має відновити суверенітет над своєю територією та забезпечити свою безпеку. За його словами, союзники Києва діяли «надто пізно» і зробили «надто мало», і в результаті баланс сил сьогодні «виглядає досить жахливим і дуже протверезним».